# ميخائيل راي تشارلز
ميخائيل راي تشارلز (بالإنجليزية: Michael Ray Charles)‏ هو رسام وفنان أمريكي، ولد في 1967 في لافاييت في الولايات المتحدة.